# Morley (Iowa)
Morley és una població dels Estats Units a l'estat d'Iowa. Segons el cens del 2000 tenia 88 habitants.

## Demografia
Segons el cens del 2000, Morley tenia 88 habitants, 43 habitatges, i 19 famílies. La densitat de població era de 339,8 habitants/km².
Dels 43 habitatges en un 27,9% hi vivien nens de menys de 18 anys, en un 32,6% hi vivien parelles casades, en un 4,7% dones solteres, i en un 55,8% no eren unitats familiars. En el 46,5% dels habitatges hi vivien persones soles el 23,3% de les quals corresponia a persones de 65 anys o més que vivien soles. El nombre mitjà de persones vivint en cada habitatge era de 2,05 i el nombre mitjà de persones que vivien en cada família era de 3,05.
Per edats la població es repartia de la següent manera: un 25% tenia menys de 18 anys, un 3,4% entre 18 i 24, un 35,2% entre 25 i 44, un 15,9% de 45 a 60 i un 20,5% 65 anys o més.
L'edat mediana era de 38 anys. Per cada 100 dones de 18 o més anys hi havia 135,7 homes.
La renda mediana per habitatge era de 44.375 $ i la renda mediana per família de 52.500 $. Els homes tenien una renda mediana de 36.250 $ mentre que les dones 19.063 $. La renda per capita de la població era de 22.167 $. Cap de les famílies i el 4,9% de la població estaven per davall del llindar de pobresa.

## Poblacions més properes
El següent diagrama mostra les poblacions més properes.